# 160 (număr)
160 (o sută șaizeci) este numărul natural care urmează după 159 și precede pe 161 într-un șir crescător de numere naturale.

## În matematică
160
- Este un număr abundent.[1][2]
- Este un număr Erdős-Woods[3][4]
- Este un număr practic.[5][6]
- Este un număr rotund.[7][8]
- Este un număr semiperfect (pseudoperfect).[9][10]
- Este suma primelor 11 numere prime
({\displaystyle \,2+3+5+7+11+13+17+19+23+29+31=160\,}).
- Este suma cuburilor primelor trei numere prime ({\displaystyle \,2^{3}+3^{3}+5^{3}=160\,}).
- Pentru 160 funcția Mertens are valoarea 0.[11]
- Este cel mai mic număr cu exact 12 soluții ale ecuației φ(x) = n.
- În baza 3 este un număr palindromic.

### În astronomie
- Obiectul NGC 160 din New General Catalogue este o galaxie lenticulară cu o magnitudine 16,38 în constelația Andromeda.
- 160 Una este un asteroid din centura principală.
- 160P/LINEAR este o cometă periodică din sistemul nostru solar.

## În alte domenii
160 se poate referi la: 
- Numărul de caractere permise într-un mesaj standard short message service.[12]